# کلارا لاگو
کلارا لاگو (اسپانیایی: Clara Lago‎؛ زادهٔ ۶ مارس ۱۹۹۰) بازیگر اهل اسپانیا است. وی از سال ۲۰۰۰ میلادی تاکنون مشغول فعالیت بوده‌است.
او بابت بازی در فیلم «سفرهای کارول»، نامزد دریافت «جایزه گویا» بود. همچنین در سال ۲۰۱۱ میلادی، بابت هنرنمایی‌اش در فیلم «چهرهٔ پنهان»، برندهٔ جایزه شوتینگ استارز در جشنواره بین‌المللی فیلم برلین شد.
کلارا در سال ۲۰۱۴ میلادی در فیلم «هشت نام‌خانوادگی باسک» بازی کرد که رکورد فروش فیلم را با ۷۵ میلیون دلار در تاریخ اسپانیا شکاند.
وی همچنین در فیلم انقراض (۲۰۱۰)، رفت‌وآمد (۲۰۱۸)، می‌خواهمت، چهره پنهان، پسرعموها، مسافر همیشگی و مجموعهٔ تلویزیونی مردان پاکو و بیمارستان مرکزی بازی کرده‌است.
او عضو هیات داوران بین‌المللی جشنواره جوایز آسیا پاسیفیک در سال ۲۰۲۳ بود